# Dancing in the Rain
Chansons représentant l'Espagne au Concours Eurovision de la chanson
Contigo hasta el final
(2013) Amanecer
(2015)

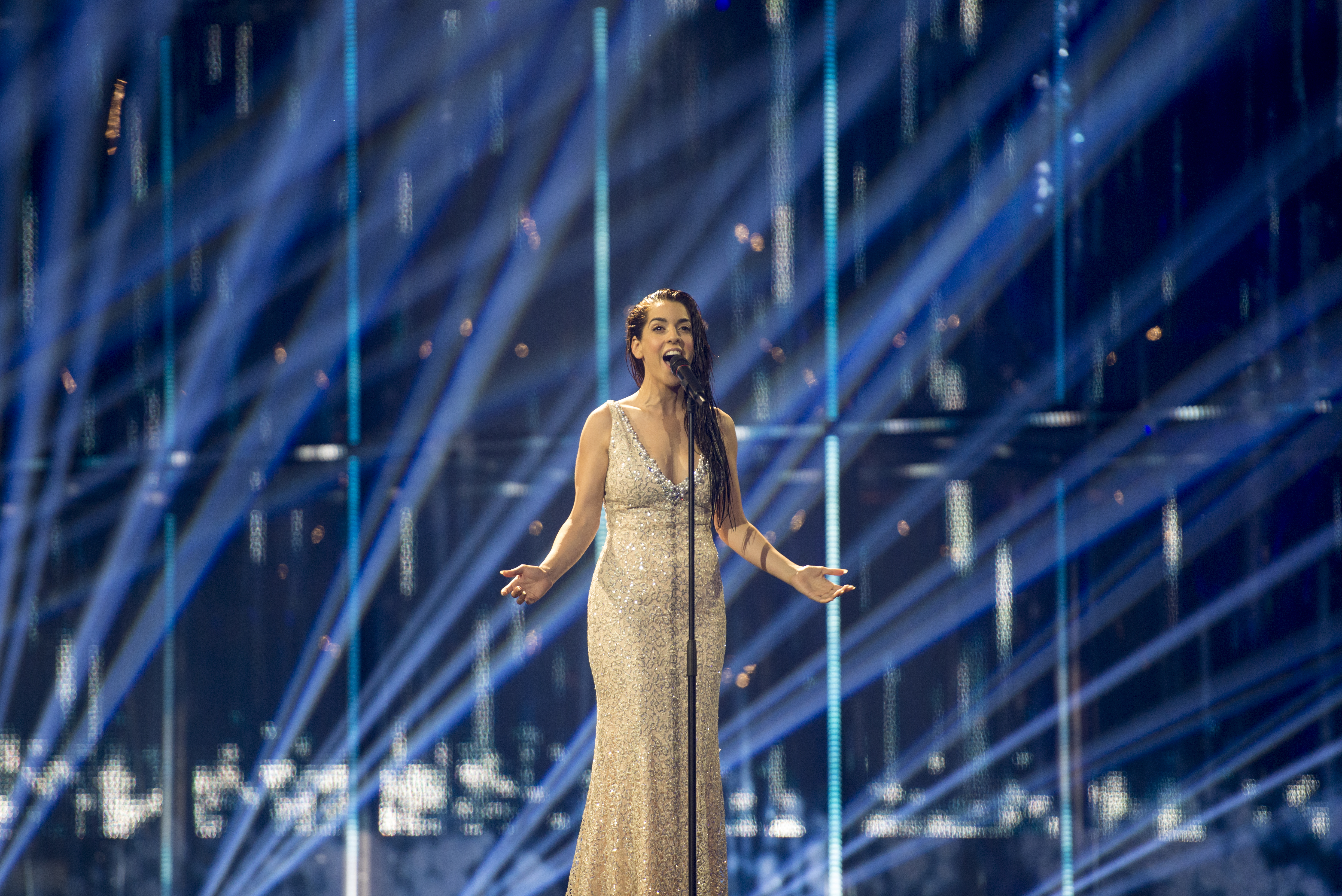

Dancing in the Rain est une chanson de la chanteuse espagnole Ruth Lorenzo. 
Ruth a remporté Mira quién va a Eurovisión, l'émission de télévision espagnole pour choisir le représentant au concours Eurovision de la chanson 2014. La chanson a ainsi été automatiquement sélectionnée pour la finale du Concours Eurovision de la chanson, qui a eu lieu le 10 mai 2014 à Copenhague. L'Espagne est arrivée dixième avec 74 points.
La chanson est sortie le 18 février 2014 en Espagne et au Royaume-Uni chez Roster Music en version téléchargeable sur iTunes. Dancing in the Rain a été écrite par le chanteur et les auteurs-compositeurs britanniques Jim Irvin et Julian Emery.

## Le clip vidéo
Le clip de Dancing in the Rain est sorti pour la première fois en mars 2014. Il a été tourné dans l'usine Fabra i Coats, une ancienne filature. La vidéo se focalise sur Ruth Lorenzo et le danseur italien Giuseppe Di Bella.

## Classement des meilleures ventes
| Classement | Meilleure position | Semaines |
| ---------- | ------------------ | -------- |
| Allemagne  | 54                 | 1        |
| Autriche   | 69                 | 1        |
| Suisse     | 69                 | 1        |
| Espagne    | 5                  | 7        |